# Râul Căluiețul Mic
Râul Căluiețul Mic este un curs de apă, afluent al râului Călui.